# Cleantioides occidentalis
Cleantioides occidentalis is een pissebed uit de familie Holognathidae. De wetenschappelijke naam van de soort is voor het eerst geldig gepubliceerd in 1899 door Richardson.